# Stazione di Montebello (Roma)
Stazione di Montebello vasútállomás Olaszországban, Róma településen.

## Vasútvonalak
Az állomást az alábbi vasútvonalak érintik:
- Róma–Civita Castellana–Viterbo-vasútvonal

## Kapcsolódó állomások
A vasútállomáshoz az alábbi állomások vannak a legközelebb:
- Stazione di La Giustiniana (Ferrovia Roma-Nord) (Stazione di Piazzale Flaminio, Róma–Civita Castellana–Viterbo-vasútvonal)
- Sacrofano railway station (Stazione di Viterbo, Róma–Civita Castellana–Viterbo-vasútvonal)